# Девід Толен
Девід Джеймс Толен (англ. David James Tholen, нар. 31 липня 1955) — американський астроном, спеціаліст з дослідження астероїдів. Автор відомої спектральної класифікації Толена для астероїдів, першовідкривач кількох десятків астероїдів і кількох супутників планет.

## Кар'єра
У 1984 році Толен здобув ступінь доктора філософії в Університеті Арізони. Після цього працював в Інституті астрономії Гавайського університету.
Толен відкрив ряд астероїдів, включаючи астероїд групи Атіри 2004 XZ130, який на момент відкриття мав найменшу велику піввісь і відстань у афелії серед усіх відомих астероїдів.
Він був співвідкривачем потенційно небезпечного астероїда 99942 Апофіс, який пролетить дуже близько до Землі 13 квітня 2029 року і стане ціллю космічної місії OSIRIS-APEX.
У 1995 році Толен отримав зображення нововиявленої комети Гейла-Боппа, коли вона рухалася дуже повільно відносно фонових зір, що дозволило об’єднати зображення в червоному, зеленому та синьому світлофільтрах в кольоровий складений знімок, і при цьому фонові зорі не розплились в кольорові точки. Це кольорове складене зображення було оприлюднено на веб-сайті Інституту астрономії. Відредаговану версію цього зображення пізніше використовували уфологи, щоб довести існування гігантського штучного об'єкта біля комети.

## Особисті інтереси
Девід Толен і Рой Такер, співвідкривачі 99942 Апофіса, обоє є фанатами телесеріалу Зоряна брама: SG-1, який вплинув на назву астероїда. Постійним лиходієм серіалу є Апофіс, іншопланетянин, названий на честь єгипетського бога. Такер згадував: «Ми розглянули кілька назв, але „Апофіс“ залишався найкращою. […] Апофіс був дуже підходящою назвою для 2004 MN4 не тільки через його загрозливу природу, але також через його перетворення з астероїда групи Атона на астероїд групи Аполлона під час зустрічі з Землею в 2029 році».
Толен грає на кларнеті та бас-кларнеті для громадського концертного оркестру Гонолулу та громадського оркестру Оаху.

## Відзнаки
- Премія Гарольда Юрі (1990)[6]
- На честь науковця названо астероїд 3255 Толен[en], відкритий Едвардом Боуелом у 1980 році[1].